# Tunisien i olympiska sommarspelen 2008
Tunisien i olympiska sommarspelen 2008 bestod av idrottare som blivit uttagna av Tunisiens olympiska kommitté.

## Boxning
- Huvudartikel: Boxning vid olympiska sommarspelen 2008

| Walid Cherif        | Flugvikt        | Sutherland (AUS) W 14-2 | Lee (KOR) W 11-5   | Picardi (ITA) L 5-7 | Gick inte vidare | Gick inte vidare | Gick inte vidare | Gick inte vidare |
| Alaa Shili          | Fjädervikt      | Gratschow (GER) W 14-5  | Reyes (MEX) L 2-14 | Gick inte vidare    | Gick inte vidare | Gick inte vidare | Gick inte vidare |                  |
| Saifeddine Nejmaoui | Lättvikt        | Tishchenko (RUS) L 2-10 | Gick inte vidare   | Gick inte vidare    | Gick inte vidare | Gick inte vidare |                  |                  |
| Hamza Hassini       | Lätt weltervikt | Sepahvand (IRI) L 4-16  | Gick inte vidare   | Gick inte vidare    | Gick inte vidare | Gick inte vidare |                  |                  |
| Mourad Sahraoui     | Lätt tungvikt   | Zhang (CHN) L 1-3       | Gick inte vidare   | Gick inte vidare    | Gick inte vidare | Gick inte vidare | Gick inte vidare |                  |

## Brottning
- Huvudartikel: Brottning vid olympiska sommarspelen 2008

Herrar
| Idrottare      | Klass                       | Kvalomgång           | Åttondelsfinal             | Kvartsfinal          | Semifinal            | Final                | Bronsomgång Runda 1  | Bronsomgång Runda 2  | Brongsmedalj- kamp   |
| Idrottare      | Klass                       | Motståndare Resultat | Motståndare Resultat       | Motståndare Resultat | Motståndare Resultat | Motståndare Resultat | Motståndare Resultat | Motståndare Resultat | Motståndare Resultat |
| -------------- | --------------------------- | -------------------- | -------------------------- | -------------------- | -------------------- | -------------------- | -------------------- | -------------------- | -------------------- |
| Adnene Rhimi   | Fristil, mellanvikt         | Bye                  | Yenokyan (ARM) L 0-6, 1-8  | Gick inte vidare     | Gick inte vidare     | Gick inte vidare     | Gick inte vidare     | Gick inte vidare     | Gick inte vidare     |
| Haykel Achouri | Grekisk-romersk, mellanvikt | Bye                  | Gadabadze (AZE) L 0-5, 0-5 | Gick inte vidare     | Gick inte vidare     | Gick inte vidare     | Gick inte vidare     | Gick inte vidare     | Gick inte vidare     |

Damer
| Idrottare  | Klass             | Kvalomgång           | Åttondelsfinal            | Kvartsfinal          | Semifinal            | Final                | Bronsomgång Runda 1  | Bronsomgång Runda 2  | Brongsmedalj- kamp   |
| Idrottare  | Klass             | Motståndare Resultat | Motståndare Resultat      | Motståndare Resultat | Motståndare Resultat | Motståndare Resultat | Motståndare Resultat | Motståndare Resultat | Motståndare Resultat |
| ---------- | ----------------- | -------------------- | ------------------------- | -------------------- | -------------------- | -------------------- | -------------------- | -------------------- | -------------------- |
| Marwa Amri | Fristil, lättvikt | Bye                  | Renteria (COL) L 0-6, 1-8 | Gick inte vidare     | Gick inte vidare     | Gick inte vidare     | Gick inte vidare     | Gick inte vidare     |                      |

## Cykling
- Huvudartikel: Cykling vid olympiska sommarspelen 2008

### Landsväg
| Cyklist       | Gren              | Tid              | Placering |
| ------------- | ----------------- | ---------------- | --------- |
| Rafâa Chtioui | Linjelopp, herrar | 7:03:04 (+39:15) | 87        |

## Friidrott
- Huvudartikel: Friidrott vid olympiska sommarspelen 2008

Förkortningar
- Noteringar – Placeringarna avser endast löparens eget heat
- Q = Kvalificerad till nästa omgång
- q = Kvalificerade sig till nästa omgång som den snabbaste idrottaren eller, i fältgrenarna, via placering utan att uppnå kvalgränsen.
- NR = Nationellt rekord
- N/A = Omgången ingick inte i grenen
- Bye = Idrottaren behövde inte delta i denna omgång

Herrar
Bana och landsväg
| Idrottare       | Gren       | Final    | Final     |
| Idrottare       | Gren       | Resultat | Placering |
| --------------- | ---------- | -------- | --------- |
| Hatem Ghoula    | 20 km gång | 1:23:44  | 27        |
| Hatem Ghoula    | 50 km gång | 4:03:47  | 33        |
| Hassanine Sebei | 20 km gång | 1:25:23  | 34        |

Damer
Bana & landsväg
| Idrottare     | Gren           | Heat       | Heat      | Final    | Final     |
| Idrottare     | Gren           | Resultat   | Placering | Resultat | Placering |
| ------------- | -------------- | ---------- | --------- | -------- | --------- |
| Habiba Ghribi | 3 000 m hinder | 9:25.50 NR | 5 q       | 9:36.43  | 13        |

Fältgrenar
| Idrottare         | Gren     | Kval  | Kval      | Final            | Final            |
| Idrottare         | Gren     | Längd | Placering | Längd            | Placering        |
| ----------------- | -------- | ----- | --------- | ---------------- | ---------------- |
| Leila Ben Youssef | Stavhopp | 4.00  | 32        | Gick inte vidare | Gick inte vidare |

## Fäktning
- Huvudartikel: Fäktning vid olympiska sommarspelen 2008

Damer
| Idrottare     | Gren                  | Omgång 1            | Sextondelsfinal      | Åttondelsfinal              | Kvartsfinal        | Semifinal         | Final / BM        | Final / BM       |
| Idrottare     | Gren                  | Motståndare Poäng   | Motståndare Poäng    | Motståndare Poäng           | Motståndare Poäng  | Motståndare Poäng | Motståndare Poäng | Placering        |
| ------------- | --------------------- | ------------------- | -------------------- | --------------------------- | ------------------ | ----------------- | ----------------- | ---------------- |
| Ines Boubakri | Florett, individuellt | Luan (CAN) L 9–13   | Gick inte vidare     | Gick inte vidare            | Gick inte vidare   | Gick inte vidare  | Gick inte vidare  | Gick inte vidare |
| Azza Besbes   | Sabel, individuellt   | Chetty (RSA) W 15–2 | Perrus (FRA) W 15–11 | Ovttjinnikova (CAN) W 15–12 | Ward (USA) L 14–15 | Gick inte vidare  | Gick inte vidare  | Gick inte vidare |

## Judo
Herrar
| Idrottare     | Gren                     | Inledande omgång             | Sextondelsfinal         | Åttondelsfinal       | Kvartsfinal          | Semifinal            | Återkval 1           | Återkval 2           | Återkval 3           | Final / BM           | Final / BM       |
| Idrottare     | Gren                     | Motståndare Resultat         | Motståndare Resultat    | Motståndare Resultat | Motståndare Resultat | Motståndare Resultat | Motståndare Resultat | Motståndare Resultat | Motståndare Resultat | Motståndare Resultat | Placering        |
| ------------- | ------------------------ | ---------------------------- | ----------------------- | -------------------- | -------------------- | -------------------- | -------------------- | -------------------- | -------------------- | -------------------- | ---------------- |
| Youssef Badra | Halv mellanvikt (-81 kg) | Mrvaljević (MNE) L 0010–0020 | Gick inte vidare        | Gick inte vidare     | Gick inte vidare     | Gick inte vidare     | Gick inte vidare     | Gick inte vidare     | Gick inte vidare     | Gick inte vidare     | Gick inte vidare |
| Anis Chedly   | Tungvikt (+100 kg)       | BYE                          | Riner (FRA) L 0000–0010 | Gick inte vidare     | Gick inte vidare     | Gick inte vidare     | Gick inte vidare     | Gick inte vidare     | Gick inte vidare     | Gick inte vidare     | Gick inte vidare |

Damer
| Idrottare         | Gren                    | Sextondelsfinal             | Åttondelsfinal             | Kvartsfinal             | Semifinal            | Återkval 1           | Återkval 2               | Återkval 3           | Final / BM           | Final / BM       |
| Idrottare         | Gren                    | Motståndare Resultat        | Motståndare Resultat       | Motståndare Resultat    | Motståndare Resultat | Motståndare Resultat | Motståndare Resultat     | Motståndare Resultat | Motståndare Resultat | Placering        |
| ----------------- | ----------------------- | --------------------------- | -------------------------- | ----------------------- | -------------------- | -------------------- | ------------------------ | -------------------- | -------------------- | ---------------- |
| Chahnez M'barki   | Extra lättvikt (-48 kg) | Lusnikova (UKR) L 0000–0221 | Gick inte vidare           | Gick inte vidare        | Gick inte vidare     | Gick inte vidare     | Gick inte vidare         | Gick inte vidare     | Gick inte vidare     | Gick inte vidare |
| Nesria Jelassi    | Lättvikt (-57 kg)       | BYE                         | Lupetey (CUB) W 1000–0000  | Pekli (AUS) L 0000–1011 | Gick inte vidare     | BYE                  | Baczkó (HUN) L 0000–1011 | Gick inte vidare     | Gick inte vidare     | Gick inte vidare |
| Houda Miled       | Halv tungvikt (-78 kg)  | BYE                         | Possamaï (FRA) L 0012–1010 | Gick inte vidare        | Gick inte vidare     | Gick inte vidare     | Gick inte vidare         | Gick inte vidare     | Gick inte vidare     | Gick inte vidare |
| Nihal Chikhrouhou | Tungvikt (+78 kg)       | Chalá (ECU) W 1000–0000     | Kim N-Y (KOR) L 0001–0011  | Gick inte vidare        | Gick inte vidare     | Gick inte vidare     | Gick inte vidare         | Gick inte vidare     | Gick inte vidare     | Gick inte vidare |

## Simning
- Huvudartikel: Simning vid olympiska sommarspelen 2008

## Taekwondo
| Idrottare         | Gren            | Åttondelsfinaler     | Kvartsfinaler        | Semifinaer           | Återkval               | Bronsmatch           | Final                | Final            |
| Idrottare         | Gren            | Motståndare Resultat | Motståndare Resultat | Motståndare Resultat | Motståndare Resultat   | Motståndare Resultat | Motståndare Resultat | Placering        |
| ----------------- | --------------- | -------------------- | -------------------- | -------------------- | ---------------------- | -------------------- | -------------------- | ---------------- |
| Khaoula Ben Hamza | Damernas +67 kg | Espinoza (MEX) L 0–4 | Gick inte vidare     | Gick inte vidare     | Kedzierska (SWE) L 4–5 | Gick inte vidare     | Gick inte vidare     | Gick inte vidare |

## Tennis
| Spelare     | Gren      | Omgång 1                   | Omgång 2          | Åttondelsfinaler  | Kvartsfinaler     | Semifinaler       | Final / BM        | Final / BM       |
| Spelare     | Gren      | Motståndare Poäng          | Motståndare Poäng | Motståndare Poäng | Motståndare Poäng | Motståndare Poäng | Motståndare Poäng | Placering        |
| ----------- | --------- | -------------------------- | ----------------- | ----------------- | ----------------- | ----------------- | ----------------- | ---------------- |
| Selima Sfar | Damsingel | Wozniacki (DEN) L 4–6, 1–6 | Gick inte vidare  | Gick inte vidare  | Gick inte vidare  | Gick inte vidare  | Gick inte vidare  | Gick inte vidare |

## Tyngdlyftning
- Huvudartikel: Tyngdlyftning vid olympiska sommarspelen 2008